# Mazda Kazamai
La Mazda Kazamai est un concept car du constructeur automobile Japonais Mazda, présenté au salon de Moscou en 2008.
Il s'agit d'un crossover compact à quatre places, aux lignes sportives inspiré par l'esprit "Zoom-Zoom" de Mazda et motorisé par un moteur à injection directe de 2 litres fonctionnant à l'essence, il est destiné au marché Russe.